# Pars (versión de Grace Jones)
«Pars» es el séptimo y último sencillo del álbum de Grace Jones Warm Leatherette, lanzado en septiembre de 1980. La canción original es de Jacques Higelin y está completamente en francés, siendo la única canción de este idioma en el álbum. En los Países Bajos fue lanzada como lado B de la exitosa "Private Life", reemplazando a "She's Lost Control", versión de la canción del grupo Joy Division, la cual no forma parte del álbum.

## Lista de canciones
- CA 7" sencillo (1980) Island IS308

1. «Pars» - 4:05
2. «Warm Leatherette» - 4:25

- CA 7" promo (1980)

1. «Pars» - 4:05
2. «Warm Leatherette» - 4:25
3. «The Hunter Gets Captured by the Game» - 3:50

- Datos: Q2834331